# Protection
Protection — второй студийный альбом бристольского коллектива Massive Attack, вышедший в 1994 году.

## Об альбоме
Как и прочие альбомы группы, Protection соединяет в себе множество жанров — хип-хоп, брейкбит, регги и даб.
Годом позже вышел сборник ремиксов под названием No Protection, работал над сборником Mad Professor.

## Список композиций
1. «Protection» — 7:51
2. «Karmacoma» — 5:16
3. «Three» — 3:49
4. «Weather Storm» — 4:59
5. «Spying Glass» — 5:20
6. «Better Things» — 4:13
7. «Eurochild» — 5:11
8. «Sly» — 5:24
9. «Heat Miser» — 3:39
10. «Light My Fire» (live) — 3:15

## Участники записи
- Нелли Хупер (Nellee Hooper) — продюсирование
- Мариус де Райс (Marius De Vries), Энди Райт (Andy Wright), The Insects, Ник Уоррен (Nick Warren) — программинг
- Роберт Дель Ная (Robert «3d» Del Naja), Грант Маршал (Grant «Daddy G» Marshall), Tricky, Трейси Торн (Tracey Thorn), Хорас Энди (Horace Andy), Николетт (Nicolette) — вокал
- Крейг Армстронг (Craig Armstrong) — пианино
- Честер Камен (Chester Kamen) — гитара
- Роб Меррил (Rob Merril) — ударные
- Марк Стент (Mark Stent) — звукоинженер
- Джим Абис (Jim Abiss) — техник
- Джереми Уитли (Jeremy «Jim Bob» Wheatley) — техник
- Эл Стоун (Al Stone) — техник
- Майк Марш (Mike Marsh) — мастеринг
- Майкл (Michael)-Nash Assoc. — арт
- Мэттью Дональдсон (Matthew Donaldson), Жан-Батист Мондино, Эдди Мансон (Eddie Monsoon) — фото